# Roodhalsarassari
De roodhalsarassari (Pteroglossus bitorquatus) is een vogel uit de familie Ramphastidae (toekans). De vogel werd in 1826 door de Ierse dierkundige Nicholas Aylward Vigors geldig beschreven. Het is een bedreigde vogelsoort in Brazilië en Bolivia.

## Kenmerken
Deze toekan is 36 cm lang, het is een kleurrijke, kleine soort toekan. Opvallend is de brede rode band over de borst, een smalle gele band met daarboven een donkerbruine keel. De kruin is zwart en de rest van de kop is bruin. Van boven is de vogel groen met een rode stuit, nek en rug. De bovensnavel is geel en de ondersnavel wit en zwart.

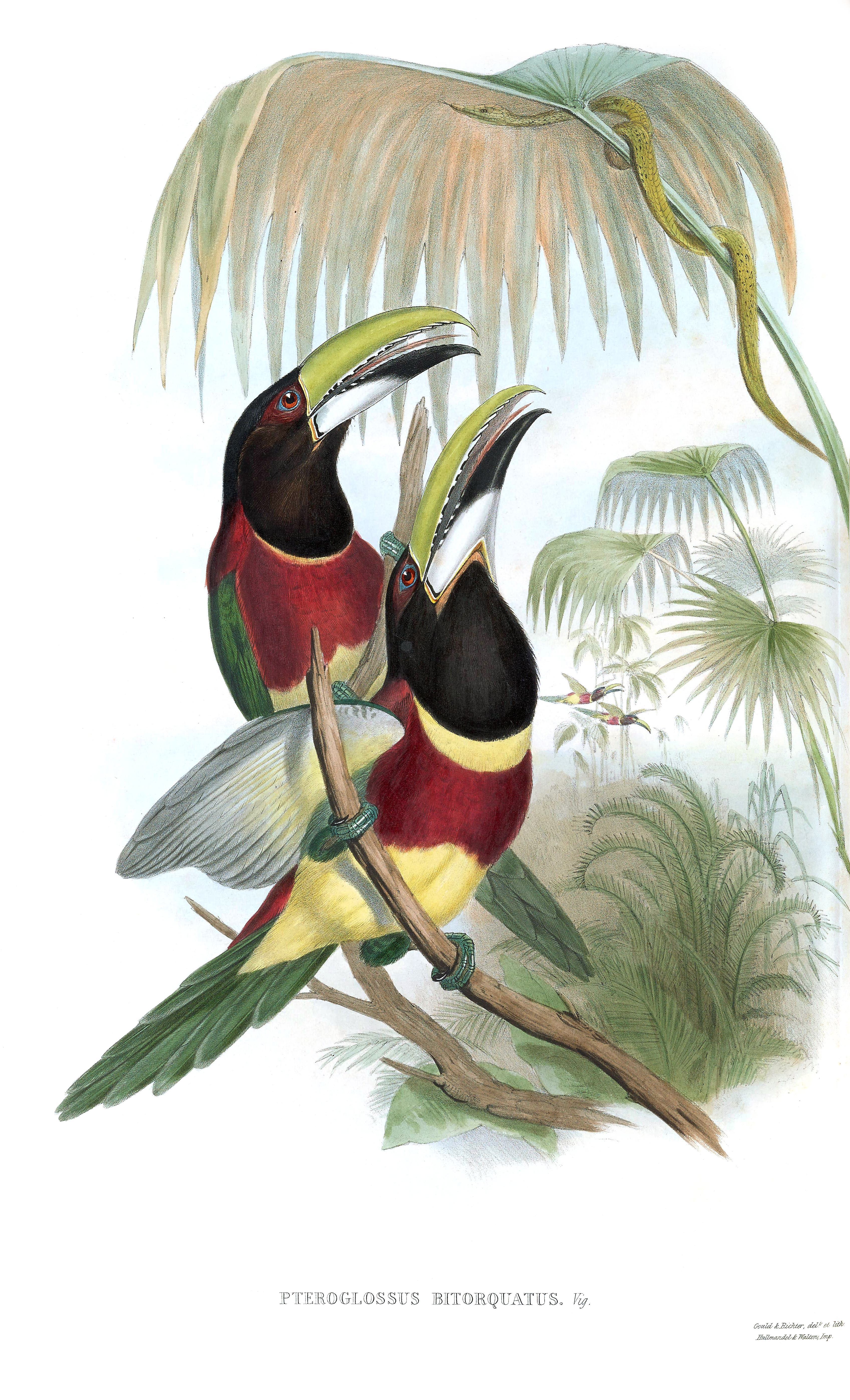

## Verspreiding en leefgebied
Deze soort komt voor in het zuidelijk Amazonebekken en telt drie ondersoorten:
- P. b. sturmii: van Midden-Brazilië tot oostelijk Bolivia.
- P. b. reichenowi: het noordelijke deel van Midden-Brazilië.
- P. b. bitorquatus: noordoostelijk Brazilië.

De leefgebieden liggen in vochtig tropisch regenbos, maar soms ook wel in cerrado (droge bossavanne) en in secundair bos.

## Status
De grootte van de populatie is niet gekwantificeerd. Gevreesd wordt dat de populatie-aantallen afnemen door habitatverlies. Het leefgebied wordt aangetast door steeds voortgaande ontbossing in het Amazonebekken, waarbij natuurlijk bos wordt omgezet in gebied voor agrarisch gebruik. en menselijke bewoning. Om deze redenen staat deze soort als  op de Rode Lijst van de IUCN.